# 刘晓梅 (1972年)
刘晓梅（1972年1月11日—），四川内江人，中国田径运动员，尤善短跑。1986年进入四川田径队后，她参加了2000年夏季奥林匹克运动会上的女子4×100米接力。
她是400米接力赛跑亚洲纪录42.23秒的保持者，该成绩由她在1997年10月与肖琳、李亚丽、李雪梅共同创造。

## 个人最佳成绩
| 项目      | 时间    | 场地     | 日期           |
| --------- | ------- | -------- | -------------- |
| 100 m     | 10.89 s | 中国上海 | 1997年10月18日 |
| 200 m     | 22.36秒 | 中国上海 | 1997年10月22日 |
| 400 m     | 53.01秒 |          | 1993年         |
| 4 x 100 m | 42.23秒 | 中国上海 | 1997年10月23日 |

## 外部連結
- 刘晓梅在国际奥林匹克委员会的资料
- 刘晓梅 (运动员)在World Athletics（英语）
- 刘晓梅 (运动员)在Olympedia（英语）
- 刘晓梅 （页面存档备份，存于）